# Alfred Bergmann (Widerstandskämpfer)

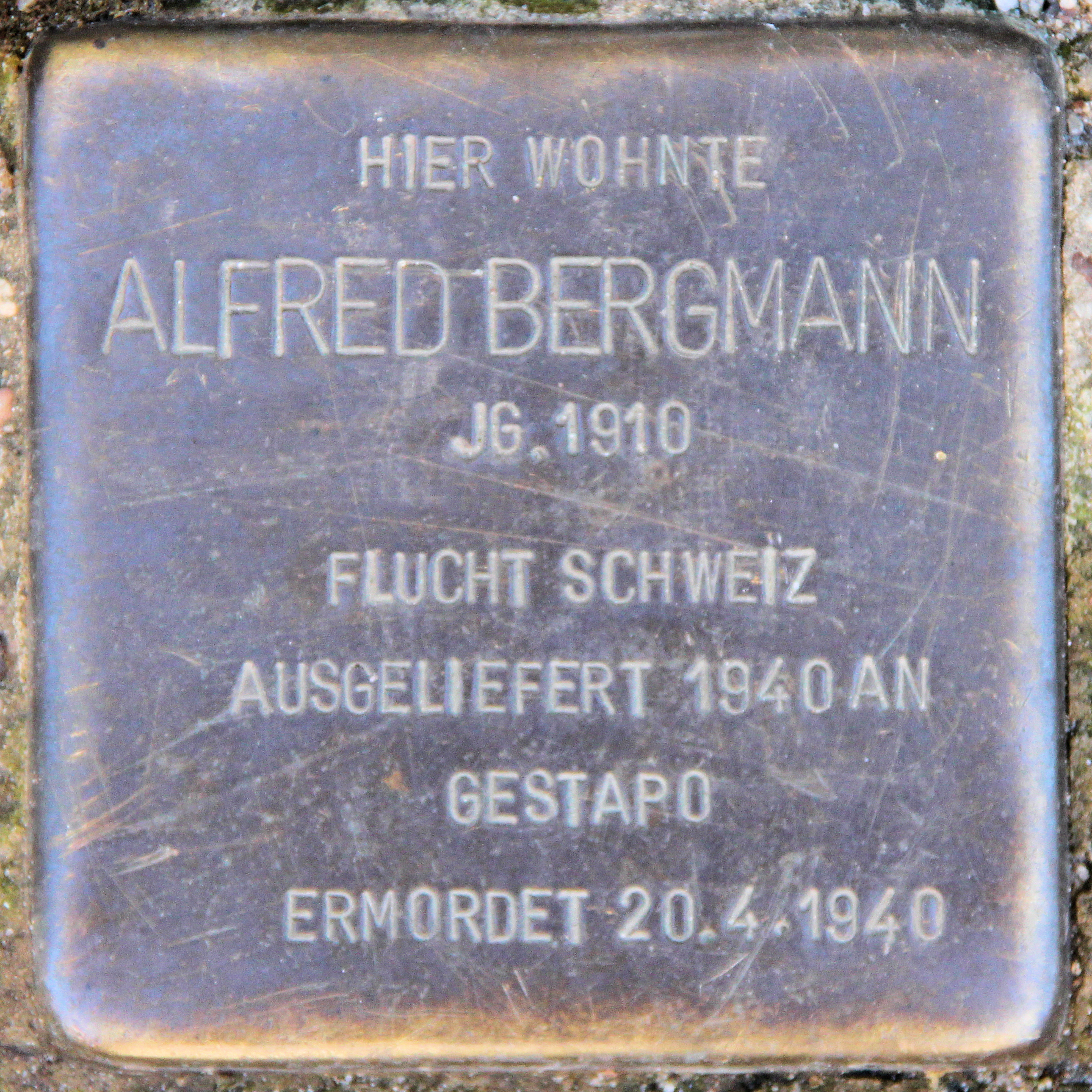
Stolperstein vor dem Haus, Uhlandstraße 194 A, in Berlin-Charlottenburg. Alfred Bergmann wurde am 20. April 1940 verhaftet; seine Ermordung soll wenige Tage später erfolgt sein

Alfred Bergmann (* 21. Oktober oder 4. April 1910 in Berlin; † Ende April 1940 ebenda) war ein deutscher Kommunist, Mediziner und Opfer des Nationalsozialismus.

## Leben
Alfred Bergmann war das fünfte von acht Kindern des Rabbiners Judah Bergmann. Nach der Volksschule besuchte er von 1919 bis 1928 das Mommsen-Gymnasium. Er war Mitglied des Sozialistischen Schülerbundes und seit 1927 Mitglied des Kommunistischen Jugendverbandes Deutschlands (KJVD). Anfang 1929 trat er der Kommunistischen Partei-Opposition (KPD-O) bei. Nach Aufnahme des Medizinstudiums 1929 an der Friedrich-Wilhelms-Universität in Berlin wurde er Leiter der Studentengruppe der KPD-O in Berlin. 1930 bestand er das Physikum. Alfred Bergmann wurde Mitglied im Verein sozialistischer Ärzte, Gesamtverband der Arbeitnehmer der öffentlichen Betriebe und des Personen- und Warenverkehrs und arbeitete als Lehrer im Arbeiter-Samariter-Bund und im Arbeiter-Abstinenten-Bund. In der Universität war er aktiv in der Organisation des gemeinsamen Widerstands gegen den ab 1929 zunehmenden nationalsozialistischen Terror.  
Am 8. März 1933 wurde er in der elterlichen Wohnung auf Grund von Widerstandstätigkeit gegen das NS-Regime verhaftet. Im April 1933 kam er ins Moorlager Papenburg bzw. ins KZ Esterwegen, aus dem er durch die Kontakte des Bruders Arthur im Dezember 1933 entlassen wurde. Nach seiner Entlassung aus dem KZ waren der Vater, die Mutter und die jüngste Schwester, die noch allein in der Wohnung lebten, bereits im Aufbruch nach Palästina. Sie verließen Berlin im Januar 1934. 
Alfred Bergmann ging über Frankreich in die Schweiz, von wo aus er Kontakt mit der Stuttgarter KPD-O-Gruppe hielt. Zusammen mit seiner Partnerin Claire Schmalz organisierte er die Grenzarbeit der KPD-O. Nachdem er das Studium am Bürgerspital Basel mit einer Promotion bei Rudolf Staehelin beendet hatte, arbeitete er in einigen Schweizer Spitälern als Arzt, jeweils mit begrenzter Arbeitserlaubnis. Er durfte nur dort eine Arztstelle annehmen, wo sich kein Schweizer Arzt bewarb. Seine Arbeitsbewerbungen stießen auf immer größere Schwierigkeiten seitens der bewilligenden Behörde, dem Ausländerbeauftragten Rothermund im Kanton Aargau; dieser forderte seine Ausreise, obwohl die Schweizerische Ärzteorganisation in ihren Stellungnahmen wegen des Ärztemangels (infolge der Mobilisierung der einheimischen Ärzte) und der „hervorragenden beruflichen Leistungen“ seine Bewerbungen noch Anfang 1940 befürwortete. Er bewarb sich um Einreise in vielen Ländern, erhielt aber überall nur Ablehnungen.
Nachdem er sich nicht an polizeiliche Anweisungen hielt, wurde er nach einem Hinweis des aargauischen Regierungsrats Rudolf Siegrist von der aargauischen Kantonspolizei widerrechtlich ausgeschafft. Er wurde am 20. April 1940 bei der Arbeit verhaftet und auf der Brücke zwischen Koblenz AG (Schweiz) und Waldshut (Deutschland) wartenden deutschen Grenzbehörden übergeben. Bergmann wurde sofort festgenommen und nach Berlin gebracht wurde. Wenige Tage später wurde Alfred Bergmann dort ohne Verfahren ermordet. An der ehemaligen Wohnung in der Uhlandstraße 194 A in Berlin erinnert seit 2006 ein Stolperstein an ihn.
Alfred Bergmann ist einerseits der ältere Bruder von Josef und Theodor Bergmann, andererseits der jüngere Bruder von Ernst David Bergmann.